# Пенологія
Пенологія — розділ кримінально-правової науки, що на емпіричній основі розглядає покарання як соціально-правове явище, його сутність, зміст, ознаки, властивості, мету й ефективність окремих видів покарання в запобіганні злочинності.
Пенологія (від англ. penal, лат. poena, «покарання» та давньогрецького суфікса -logia, «наука»), термін, який придумав Франц Лібер, розділ кримінології (пенітенціарна кримінологія, пенокримінологія) що займається філософією і практикою суспільних спроб обмежити злочинні активності і задовольнити суспільну думку через прийнятний режим ставлення до осіб звинувачених у злочинах.

## Зноски
1. ↑  Юридична енциклопедія
2. ↑  penology. Online Etymology.
3. ↑  Rajendra Kumar Sharma (1 січня 1998). Criminology And Penology. Atlantic Publishers & Dist. с. 2 ff. ISBN 978-81-7156-754-6. Процитовано 2 березня 2013.
4. ↑  Shlomo Giora Shoham; Ori Beck; Martin Kett (8 жовтня 2007). International Handbook of Penology and Criminal Justice. CRC Press. ISBN 978-1-4200-5388-3. Процитовано 2 березня 2013.
5. ↑  林山田 (1992). 刑罰學. 臺灣商務印書館. ISBN 978-957-05-0435-4. Процитовано 2 березня 2013.